# Андрій (Горак)

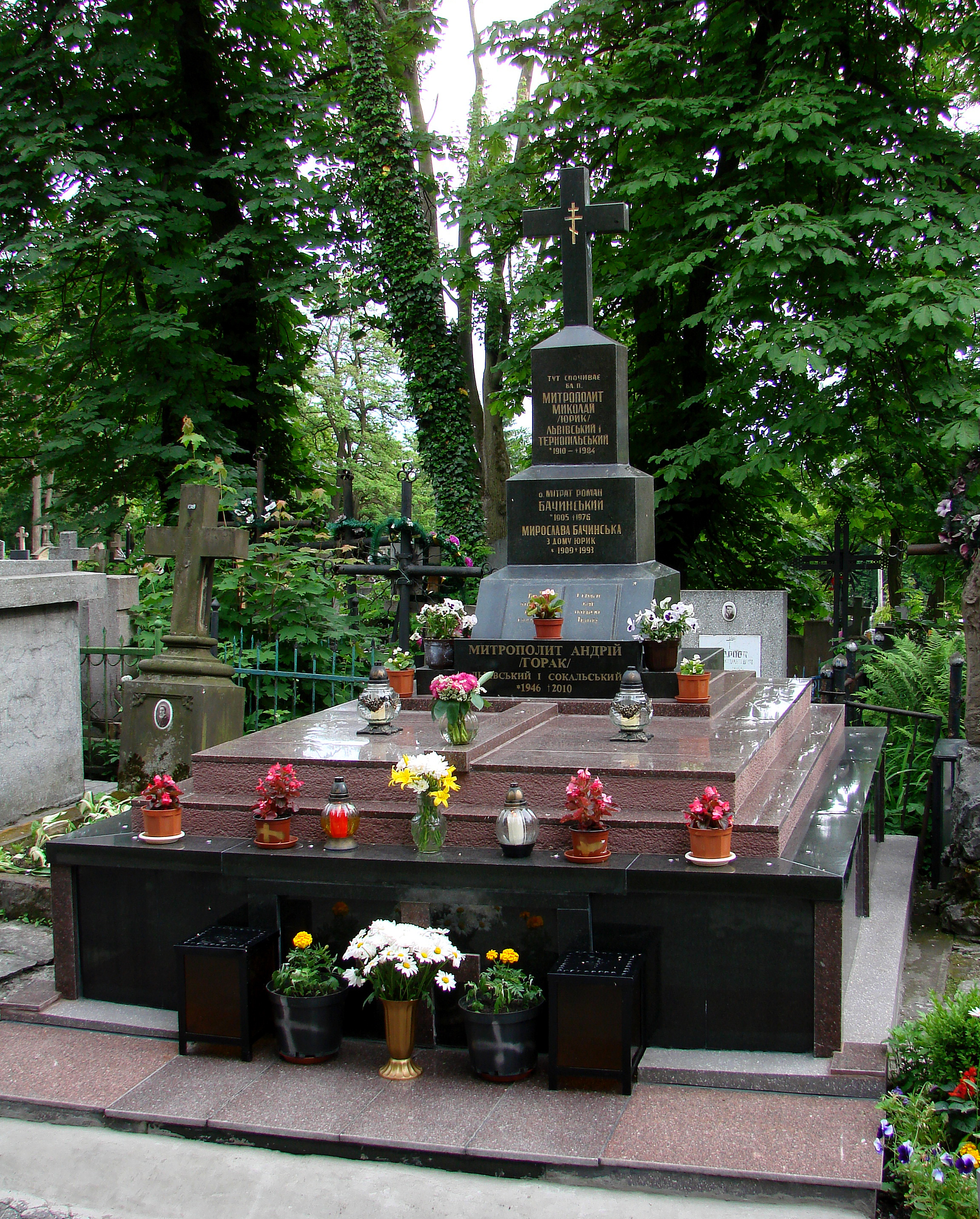
Місце поховання Андрія (Горака)

Митрополи́т Льві́вський і Сока́льський Андрій (у світі — Андрій Григорович Горак; 1 березня 1946, Поляна, Миколаївський район, УРСР — 5 липня 2010, Львів) — архієрей Української православної церкви Київського Патріархату, активний прихильник рішення Собору УПЦ про автокефалію, на початку 1990-х років. З моменту створення Київського патріархату очолював Львівську єпархію з титулом «єпископ Львівський і Сокальський» (з 1993 року — архієпископ, з 1995 року — митрополит).

## Життєпис
Народився 1 березня 1946 року в с. Поляна Миколаївського району Львівської області. Батька у 1949 році було репресовано за національні погляди тогочасним режимом та заслано в Іркутську область. Вирок був винесений на 25 років. Через п'ять років після засудження був реабілітований посмертно.
У 1962 р. закінчив Полянську восьмирічну школу. З 1961 по 1965 рр. навчався в Львівському медичному училищі, а з 1968 по 1975 рр. — на біологічному факультеті Львівського університету.
Наприкінці 1968 року зблизився та став духовним сином тодішнього правлячого Митрополита Львівського і Тернопільського Миколая (Юрика). Під впливом Владики Миколая після закінчення тодішніх університетських студій, вступив у 1975 до Ленінградської духовної академії. У 1979 році успішно закінчив Ленінградську Духовну Академію та захистив кандидатську дисертацію із присвоєнням наукового ступеня кандидата богослів'я. Під час навчання у Ленінградських духовних школах у 1976 році рукоположений в сан священика митрополитом Ленінградським і Новгородським Никодимом (Ротовим) у Троїцькому соборі Олександро-Невської лаври (м. Ленінграді, нині Санкт-Петербург).
Був найближчим помічником митрополита Львівського і Тернопільського Миколая (Юрика), звершував священнослужіння у Преображенській церкві м. Львова. Після того, як за власним проханням зі страху перед конфліктами, пов'язаними з легалізацією УГКЦ, Львівську єпархію послідовно полишили митрополит Никодим (Руснак) у 1989 р. та архієпископ Іриней (Середній) у 1990 р., був призначений секретарем єпархії, а навесні 1990 року обраний правлячим архієреєм, у зв'язку з чим приймає постриг в чернецтво та 14 березня того ж року возведений в сан архимандрита.
18 квітня 1990 року собором архієреїв на чолі з Митрополитом Київським і Галицьким, Патріаршим Екзархом всієї України Філаретом, рукоположений на єпископа Львівського і Дрогобицького.
Львівська єпархія отримала владику Андрія своїм архіпастирем у один з найважчих періодів свого існування. У 1989 р. з нелегального положення почала виходити Греко-Католицька Церква, що супроводжувалося численними сутичками та протистоянням за право богослужіння в храмах. Багато православних священиків єпархії оголосили про свій перехід в УГКЦ. В цей же час розпочався рух за автокефалію Української Церкви, особливо активний на Галичині. У таких важких умовах довелося владиці Андрію звершувати свої перші архіпастирські кроки на рідній землі.
У 1991 — на початку 1992 р. єпископ Андрій активно підтримав рішення Собору УПЦ про автокефалію. А влітку 1992 р., після розколу Української Церкви, разом з переважною більшістю духовенства і вірних своєї єпархії увійшов до складу УПЦ Київського Патріархату.
За заслуги перед Церквою був піднесений до сану архієпископа, а потім і митрополита. З листопада 1995 року митрополит Львівський і Сокальський Андрій був постійним членом і секретарем Священного Синоду УПЦ Київського Патріархату.
За діяльність на архіпастирській ниві був відзначений багатьма церковними та державними нагородами.
У 2008 році захворів, але, незважаючи на хворобу та кілька перенесених операцій, продовжував керувати єпархією, регулярно служити, брати участь у роботі Священного Синоду та у загальноцерковних заходах. Після різкого погіршення стану здоров'я та шпиталізації 5 липня 2010 р. близько опівночі упокоївся на 65-му році життя та 21-му році архіпастирського служіння. Похований 8 липня 2010 року в Львові на полі 31 Янівського  цвинтаря.

## Державні нагороди
- Орден князя Ярослава Мудрого V ст. (22 липня 2008)[3]
- Орден «За заслуги» II ст. (29 вересня 2006)[4], III ст. (21 серпня 1999)[5]
- Орден Данила Галицького (20 січня 2010)[6]